# Frans van Straaten
Frans van Straaten (Den Haag, 23 januari 1963) is een Nederlands beeldhouwer van bronzen beelden.

## Biografie
Van Straaten volgde de lerarenopleiding tekenen en handvaardigheden. Daarna studeerde hij verder aan de Academie voor Beeldende Kunsten in Rotterdam waar hij in 1988 afstudeerde.
Aanvankelijk werkte Van Straaten met verschillende materialen maar al snel ontwikkelde hij zich tot een beeldhouwer van bronzen beelden.
Inspiratie vindt hij bij de oude Egyptenaren, Leonardo da Vinci en Michelangelo. Maar ook moderne dans en de emoties van alledag inspireren hem.
Zijn werk ontwikkelde zich in de loop der jaren van abstracte lintvormen naar strakke mens- en dierfiguren. Beweging en kracht zijn onmiskenbare elementen in zijn bronzen beelden.
Beelden van Van Straaten zijn niet alleen in particuliere collecties te vinden. Ook veel bedrijven en gemeenten hebben werk van hem. Zo maakte hij onder meer bronzen beelden voor Center Parcs, DSM, Hay Logistics, IHC Holland en de Rijksacademie voor Financiën en Economie.
Zijn loopbaan kent verschillende hoogtepunten. Enkele daarvan zijn de onthulling van de 4 meter hoge Stierenkracht (2000) op een rotonde in zijn toenmalige woonplaats Capelle aan den IJssel en de onthulling van het beeld Samengaan door prinses Máxima in 2003.
Sinds 2007 is het atelier van Van Straaten gevestigd in Rotterdam.

## Stijl
Van Straaten maakt figuratieve bronzen beelden. Door de strakke, krachtige lijnen zijn Van Straaten’s beelden altijd heel herkenbaar.

## Tentoonstellingen en exposities
Werk van Frans van Straaten is onder meer te zien, of te zien geweest op diverse nationale en internationale tentoonstellingen en exposities.
- TEFAF, Maastricht
- Miljonair Fair, Amsterdam
- PAN Amsterdam, Amsterdam
- Art & Antiques Fair, 's Hertogenbosch
- ArtAntique, Utrecht
- Primavera, Rotterdam
- Zamalek Art Gallery, Caïro, Egypte
- Dutch Art & Business Event, Doha, Qatar
- Lineart Gent, Gent, België
- Entre Rêve et Réalité, Monte Carlo, Monaco
- Feriarte, Sevilla, Spanje
- Art Expo New York, New York, VS

Verder is zijn werk te vinden in Zwitserland, Duitsland, Frankrijk en China.

## Boeken
- Frans van Straaten: Een kwart eeuw in brons, 2013, ISBN 978-90-818100-0-5
- Frans van Straaten: Kracht & beweging 1988-1998, 1998, ISBN 978-90-901192-3-6

## Fotogalerij

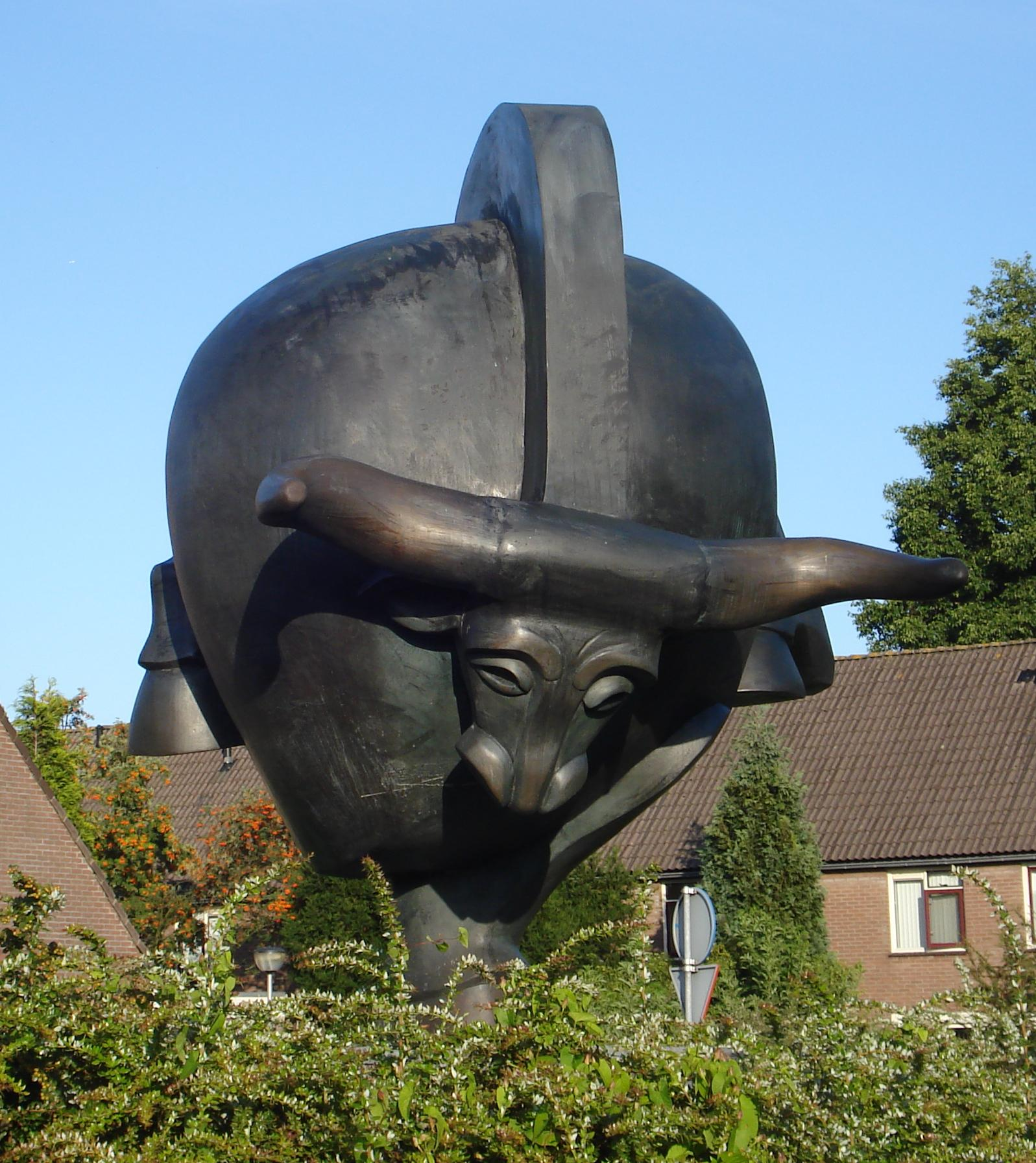
Stierenkracht (2000), Capelle a/d IJssel
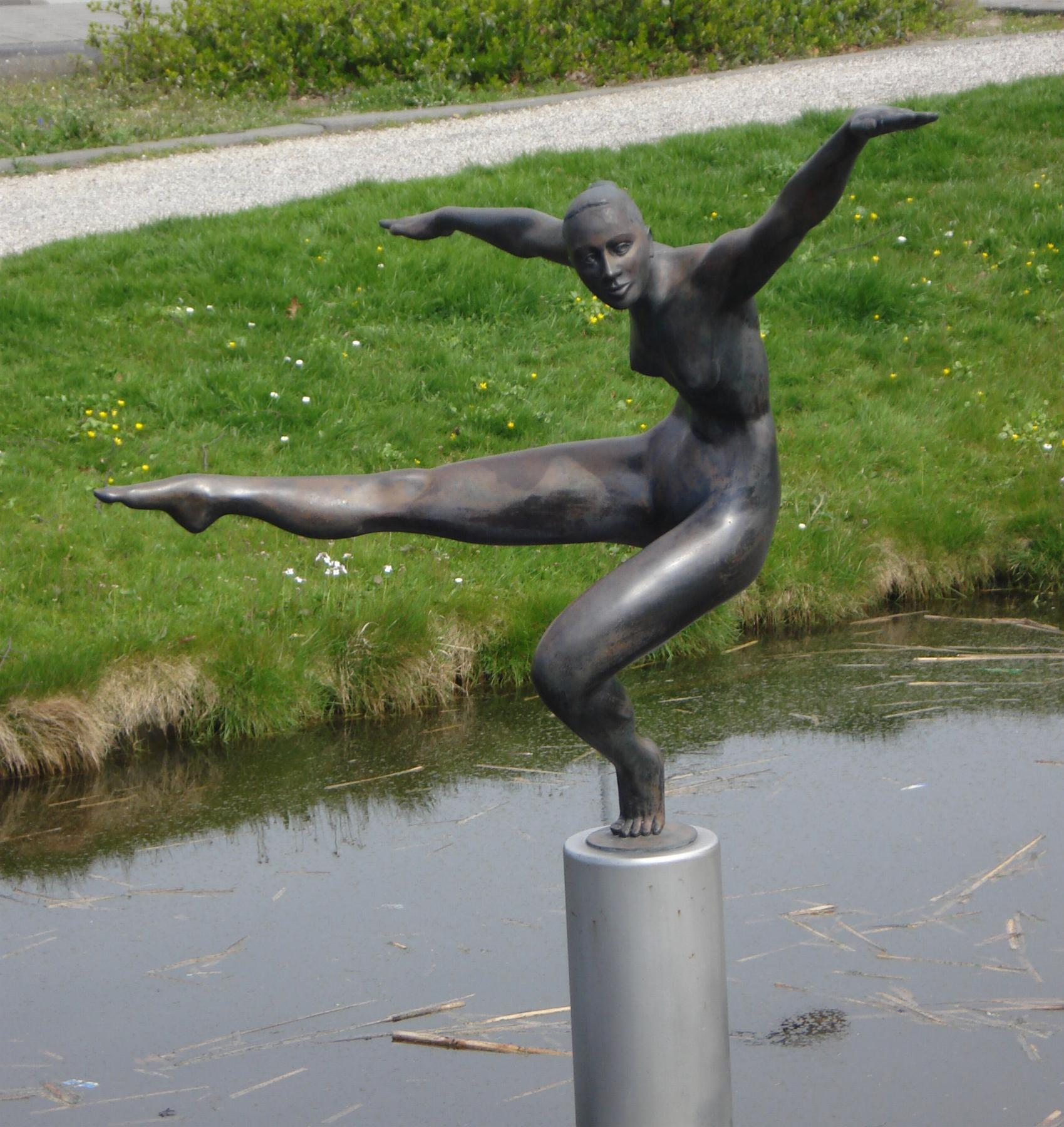
Zo Hoog (2006), Alblasserdam
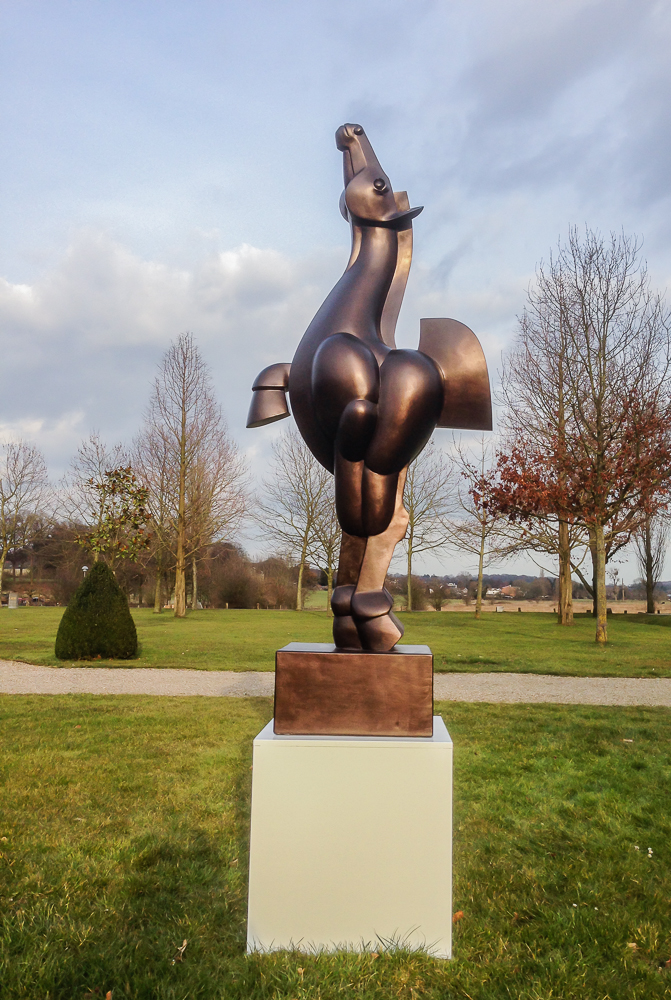
Prima Donna (2015), Château St. Gerlach, Houthem-Sint Gerlach